# اسیدترئونیک
اسیدترئونیک  (به انگلیسی: Threonic acid) یک هیدروکسی اسید با شناسه پاب‌کم ۵۴۶۰۴۰۷ است. هیدروکسی اسیدها گروهی از اسیدهای کربوکسیلیک هستند که یک گروه عاملی هیدروکسیل به آنها افزوده شده است. 